# 204 Kallisto
A 204 Kallisto a Naprendszer kisbolygóövében található aszteroida. Johann Palisa fedezte fel 1879. október 8-án.